# Poeciloconger kapala
Poeciloconger kapala är en fiskart som beskrevs av Castle, 1990. Poeciloconger kapala ingår i släktet Poeciloconger och familjen havsålar. Inga underarter finns listade i Catalogue of Life.